# 123 Slaughter Me Street
『123 Slaughter Me Street』（ワンツースリー スローターミー ストリート）は、Impulse Game Studios（又は略称:igs）によって開発されたサバイバルホラーゲーム。略称は「123SMS（ワンツースリー エスエムエス）」当記事では続編にあたる『123 Slaughter Me Street 2』、『123 Slaughter Me Street Retro』についても記述する。

## 概要
123 Slaughter Me Street (ワンツースリー スローターミー ストリート)
主人公はある一人の犯罪者。プレイヤーは彼を操作してとある建物の中を探索しながら、襲いかかってくるモンスター、もといパペット達を懐中電灯で照らし、牽制しながら出口へと向かう事が目的である。尚、おまけ要素として各ステージごとに「遺物」を発見する事が可能となっている。
123 Slaughter Me Street 2 (ワンツースリー スローターミー ストリート ツー)
シリーズの第2作目となる作品。前作の前日譚にもあたるストーリーとなっている。前作において敵として合間見える事となったパペット達の生い立ち、更に物語の根幹に関わる、ある人物の存在が明らかにされる事となる。コレクト要素として「コイン」があり、全部で8つ集める事が出来る。いずれもパペット達の顔が彫られている。また、全てのステージをクリアすると、「サバイバルモード」が解禁される。
123 Slaughter Me Street Retro (ワンツースリー スローターミー ストリート レトロ)
スピンオフ作品。キャラクター達がドット絵調のいでたちとなり、可愛らしくなっている。

## 登場人物
The Criminal(犯罪者)
123 Slaughter Me Streetにおける主人公。冒頭のアニメーションや「犯罪者」の名の通り、何かしら罪に問われる行動を起こし、現在警察から捜索されている
The Reporter(リポーター)
ニュース番組のリポーター。オープニング初回起動時に音声が流れる。「ある男性が行方不明になり、彼の居住していたアパートの一室から「人形が数体」発見された」という内容のニュースを伝えていた。
Tim Denson(ティム・デンソン)
「2」のオープニングの映像に登場した男性。白人。彼はとある子供番組の製作を担っており、番組のキャラクターである人形も製作していた。背景のポスターを見ると分かるように、本作のパペット達を製作した張本人でもある事がうかがえる。彼は自身が起こしたとある小さな過ちによって、その後の人生を狂気的かつ世にも恐ろしい物に書き換えられる事となる。
Tim Denson's daughter(ティム・デンソンの娘)
「2」のオープニングの映像に登場した少女。彼女もまた白人である。うさぎのぬいぐるみを肌身離さず持ち歩いてる事や背丈からまだ年端もいかない幼児と思われる。父の犯した過ちの巻き添いをくらい自身の父親の手によって殺められる羽目となる、今作で一番の被害者とも言える人物。

## パペット達
The Follower(フォロワー)
123SMSに登場するパペット。青い毛皮を持ち、ヤギのような外見をしている。性別はオス。プレイヤーは彼と最初に出会う事となる。主人公の後ろを走りながらつけて周り、襲いかかってくる。懐中電灯を使わないと追い払う事は出来ない。又、階段を下る際にも懐中電灯を使わないと襲いにやってくる習性を持つ。「2」では襲っては来ないが至る所で見かける事が出来その際はぐったりとうなだれて生気のない目をしている。
The Greeter(グリーター)
123SMSに登場するパペット。濃いピンク色の毛皮を持ち、ツノの生えた鳥のような外見をしている。性別はメス。突然ドアから飛び出し、まるで驚かす様な仕草を見せる。彼女も懐中電灯で照らす事で対処が可能。「2」では襲っては来ないが彼女も至る所で見かける事が出来、その際はぐったりとうなだれて生気のない目をしている。
The Waiter(ウェイター)
123SMSに登場するパペット。黄緑色の毛皮を持つワイバーン型の姿をしている。性別はオス。開いている戸口の向こうに潜んでおり、耳を澄ますと彼のものとも思しき唸り声を聞くことが出来る。彼も他2体と同様、懐中電灯で追い払う他無い。「2」でも登場するが、やはりうなだれて生気の無い出で立ちである。
The Hunter(ハンター)
マンモスのような姿をしたパペット。性別はオス。本編には登場せず、何故か所々で存在だけを仄めかされている非常に謎に包まれたキャラクターである。
The Seeker(シーカー)
「2」に登場するパペット。性別はオス。Followerと良く似ているが、体色が藍色であり図体も幾分か大きくおぞましくなっている。活発に動き回り、主人公を探し回る。プレイヤーを捕まえる際、何故か目が黄色く光る事がある。
The Greeter(Revenge)(グリーター(リベンジ))
「2」に登場するパペット。性別はメス。全身毛が殆ど生えておらず、かなり不気味な風貌。かろうじて首元にフサフサとした、所謂たてがみのような羽毛が生えている。Seekerと行動パターンは似ているが、その場に留まっている時間が幾分長めである。
The Screamer(スクリーマー)
「2」に登場するパペット。性別はオス。ツノの生えた二足歩行かつ腕の無い犬とも思える外見をしている。動きこそ鈍いが「主人公を発見すると大声で居場所を知らせる」と言う特性を持つ。その上、音にも些か敏感な為なかなか厄介な敵でもある。
The Nightmare(ナイトメア)
道化師の様なピンク色の鼻と赤い毛皮を持つ悪魔のような禍々しい姿をしたパペット。性別はオス。オープニングの映像を見る限り、本作においての悲劇を招いた原因を生み出した存在である可能性が高い。ステージクリア後に時々出現し、意味深な言葉を残し去っていく。極稀にだが本編にも登場し、時折見かける事のある火の手が上がっている納屋を調べると飛び出して襲いかかって来る。

## 用語
遺物
それぞれ、「揺り木馬」「バール」「ドールハウス」「絵本」「人形」となっていて、各フロアで手に入れる事が出来る。
Foggel Friends(フォッゲルフレンズ)
本作に登場するパペット達の呼び名。またはかつて放映されていた子供番組の題名。
Puppet(パペット)
敵キャラクター達の総称。